# Magyar Versenyjogi Egyesület
A Magyar Versenyjogi Egyesület (MVE) megalakítását az 1993. október 1-jén tartott alakuló közgyűlés határozta el, és a Fővárosi Törvényszék 5546. sorszámon vette nyilvántartásba. Tagjai lehetnek természetes és jogi személyek egyaránt. Az MVE fő célja a versenykultúra előmozdítása és a fogyasztói érdekek védelme. Ennek érdekében stratégiai partnerségi megállapodást kötött az Igazságügyi Minisztériummal és jó szakmai kapcsolatot ápol a Gazdasági Versenyhivatallal is. 

## Tevékenységei
A versenyjog és a versenykultúra fejlesztése érdekében számos tevékenységet végez, mint például a verseny társadalmi elfogadottságának és a vállalkozások jogkövető magatartásának előmozdítása; egy olyan szabályozási környezet megalkotásának elősegítése, amely támogatja a versenybarát társadalmat, illetve a tudatos fogyasztói döntéshozatalt. Ezenkívül feladata a fogyasztói tudatosság növelése, a versenykultúra támogatása, valamint a fogyasztói döntéshozatallal kapcsolat közgazdasági és jogi kérdések szakmai megvitatásának elősegítése.
Fő tevékenységi területei:
- tudományos és oktatási programok szervezése, szakemberek képzésének támogatása;
- tájékoztató és ismeretterjesztő tevékenység a versenypolitikáról és a fogyasztói döntéshozatalról, valamint annak védelméről;
- javaslatok előterjesztése és kidolgozása a versenyjogi szabályozás fejlesztésére, részvétel a kodifikációs munkában ;
- fórum biztosítása a versenyjogot érintő kérdések megvitatására, többek között előadások, vitaülések, konferenciák szervezésével.

## Nemzetközi kapcsolatok
Az MVE a Nemzetközi Versenyjogi Egyesület (Ligue Internationale du Droit de la Concurrence, LIDC) magyar csoportja. A LIDC a Svájci Polgári Törvénykönyv alapján működik, székhelye Lausanne-ban található.
Hivatalos megnevezései:
- magyar: Magyar Versenyjogi Egyesület
- francia: Association Hongroise du Droit de la Concurrence
- angol: Hungarian Association of Competition Law
- német: Ungarischer Verein für Wettbewerbsrecht

Az MVE tagjai aktívan részt vesznek a magyar piacon és az Európai Unió közös piacán a tisztességes verseny védelmével kapcsolatos különféle törvénytervezetekről és egyéb szabályozásokról szóló nyilvános konzultációkban. Az MVE 2004-ben és 2018-ban Budapesten rendezte meg a LIDC éves kongresszusait.

## Együttműködő partnerségek
- AIPPI (Association Internationale pour la Protection de la Propriété Intellectuelle) Magyar Csoport
- LESI (Licensing Executive Society International) Magyar Csoport
- Magyar Iparjogvédelmi és Szerzői Jogi Egyesület
- Magyar Védjegyegyesület
- Magyar Ügyvédi Kamara
- Szabadalmi Ügyvivői Kamara
- Gazdasági Versenyhivatal, Igazságügyi Minisztérium, további hatóságok és minisztériumok
- bíróságok, Kúria
- felsőoktatási intézmények és az ott működő szakmai műhelyek

## NEX GEN
Az MVE a nemzetközi LIDC mintájára 2022-ben elindította ifjúsági tagozatát, ahová a 35 év alatt egyesületi tagok jelentkezhetnek. Bár nem független csoportként szerveződik, önálló helye van az LIDC-ben is önálló képviselőkkel.
A NEX GEN egy 2021-ben létrehozott LIDC-alcsoport. Jelenleg Magyarországon kívül Brazíliából, Csehországból, Olaszországból, Franciaországból, Svájcból és Belgiumból érkezett tagokból áll. Az LIDC célkitűzéseivel és fókuszterületeivel összhangban célja, hogy fórumot biztosítson a jogi világ aktuális és felmerülő témáiról szóló tudományos vitákhoz. Ezenkívül a NEX GEN arra összpontosít, hogy fiatal és új tagokat vonzzon az LIDC-be, erősítse a világ minden tájáról érkező tagok közötti informális kapcsolatokat, és részt vegyen az LIDC tevékenységeinek és kongresszusainak kommunikációjában.
Magyarországon a NEX GEN 2024-ben elindította első kerekasztal beszélgetés sorozatát, a Table Talkot, amelyek az egyesület tagjai által szponzorált szakmai és networking eseményekkel nyújtanak lehetőséget a fiatalok számára az egymás közötti kapcsolatépítésre és a szakmai fejlődésre.